# 英國國民（海外）護照
英國國民（海外）護照（英語：British National (Overseas) passport），簡稱BN(O)護照，是英國護照的一種，自1987年7月1日起簽發给香港的持英國國民（海外）國籍人士。此護照現時由英國內政部護照署簽發。该护照的持有人以访客身份入境英国时可免签证，但该身份並不赋予英國居留權，持有该身份者的非英國公民需申请并持有有效的英国居留许可方能長期居留英國。然而與英國公民一樣，此護照持有人在英国境外有权向英國请求領事保護，但部分不承认此身份的国家則不然，如中華民國依《香港澳門關係條例》第四條認定此護照持有人為香港居民而無法適用英國護照免簽證入境規定，以及中華人民共和國全國人民代表大會常務委員會作出解釋護照持有人在香港特別行政區和中華人民共和國其他地區不得因持有英國國民（海外）護照而享有英國的領事保護的權利。

## 護照製造商
英國德拉魯公司由2010年至2020年於當地印製歐盟酒紅色版護照空白本，2018年荷蘭金雅拓公司 (後被法國泰雷茲集團收購) 投得新合約，2020年起於波蘭印刷深藍色新版護照。

## 歷史
1984年，中國和英國簽訂《中英聯合聲明》，標誌著香港主權移交塵埃落定。其後英國在1985年頒布了香港法案（Hong Kong Act），規定了香港居民在1997年7月1日後，不會繼續享有英國屬土公民的地位，沒有英國居留權，也不可以繼續使用英國屬土公民護照。但是，為了能夠讓英國在此之後仍然能夠和香港居民維持某種程度的聯繫，英國決定開放香港居民登記英國國民（海外）國籍。只要在1997年6月30日或之前出生，並且已歸化為英國屬土公民的香港居民都可申請，申請與否全屬自願性質。而申請成功後便可獲得英國國民（海外）護照。
2020年7月1日，英國政府認定中華人民共和國政府實施《港區國安法》嚴重違反《中英聯合聲明》及中方已明顯違背在《中英聯合聲明》條文中，保障香港自由、自治及維持司法獨立的承諾，因此宣布由2021年1月起，符合申請英國國民（海外）護照（BNO）的香港人及其家屬，將可在英國居住、讀書或工作，居英5年之後可申請無限期居留，再居住12個月後可登記成英國公民，這是英國政府首次為英國國民（海外）護照的持有者提供額外權益。
2021年1月31日起，中华人民共和国政府及其香港特別行政區政府不再承認英國國民（海外）護照為有效旅行證件和身份證明，但有關護照持有人可繼續以香港特區護照或香港永久性居民身份證辦理出入境手續，成為繼美國外交護照後第二本中華人民共和國政府及其香港特別行政區政府因應《港區國安法》而更改入境政策的護照。
根據英國內政部的統計數字，截至2023年12月31日，仍然有效的英國國民（海外）護照有719,973本。護照有192個國家及地區免簽證或落地簽證待遇，包括加拿大、澳洲、德國、法國、西班牙、臺灣、日本、意大利、南韓、荷蘭、新西蘭、馬來西亞、新加坡、芬蘭和挪威等。

## 設計

### 封面

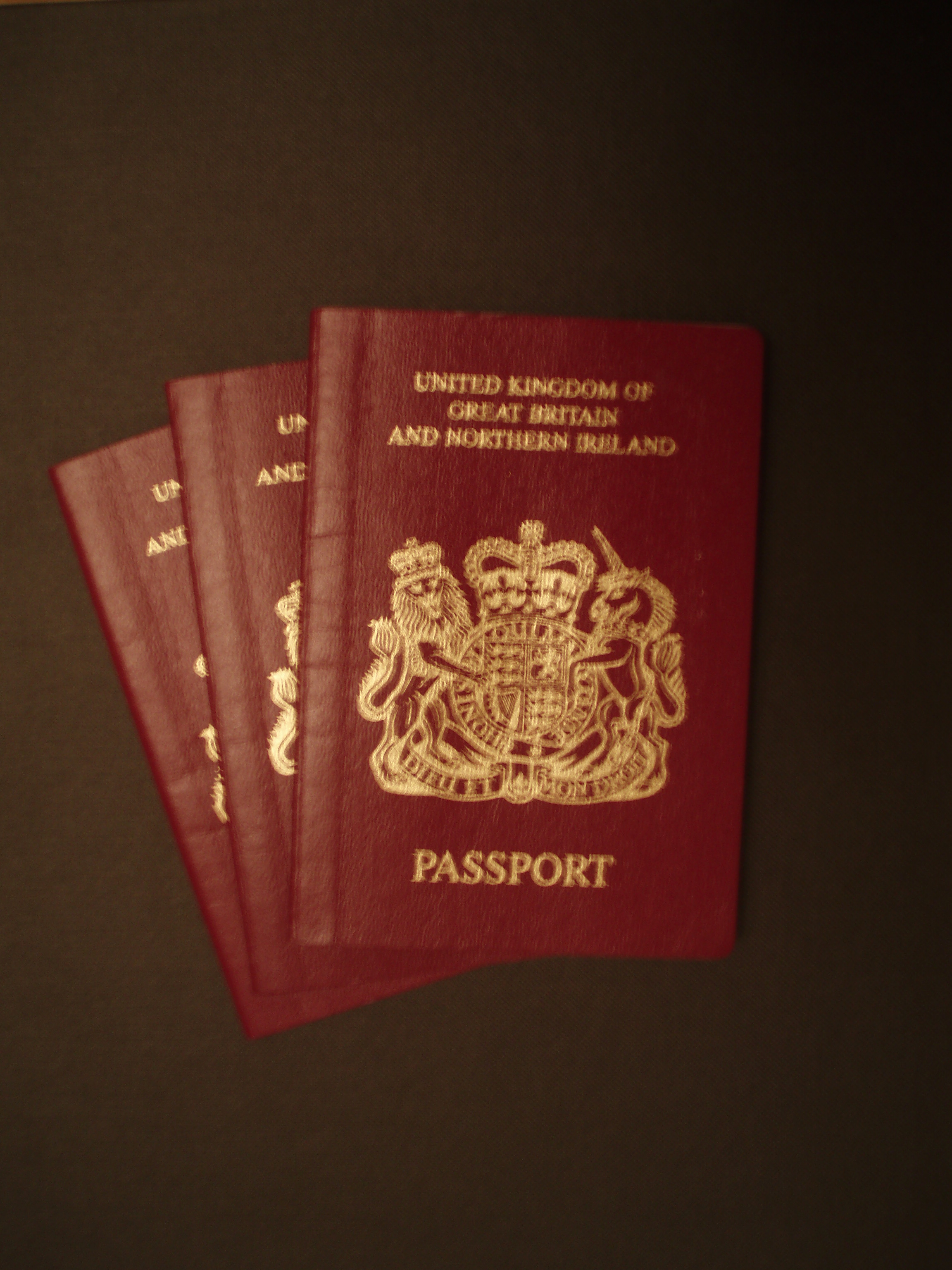
舊款英國國民（海外）可机读版護照封面

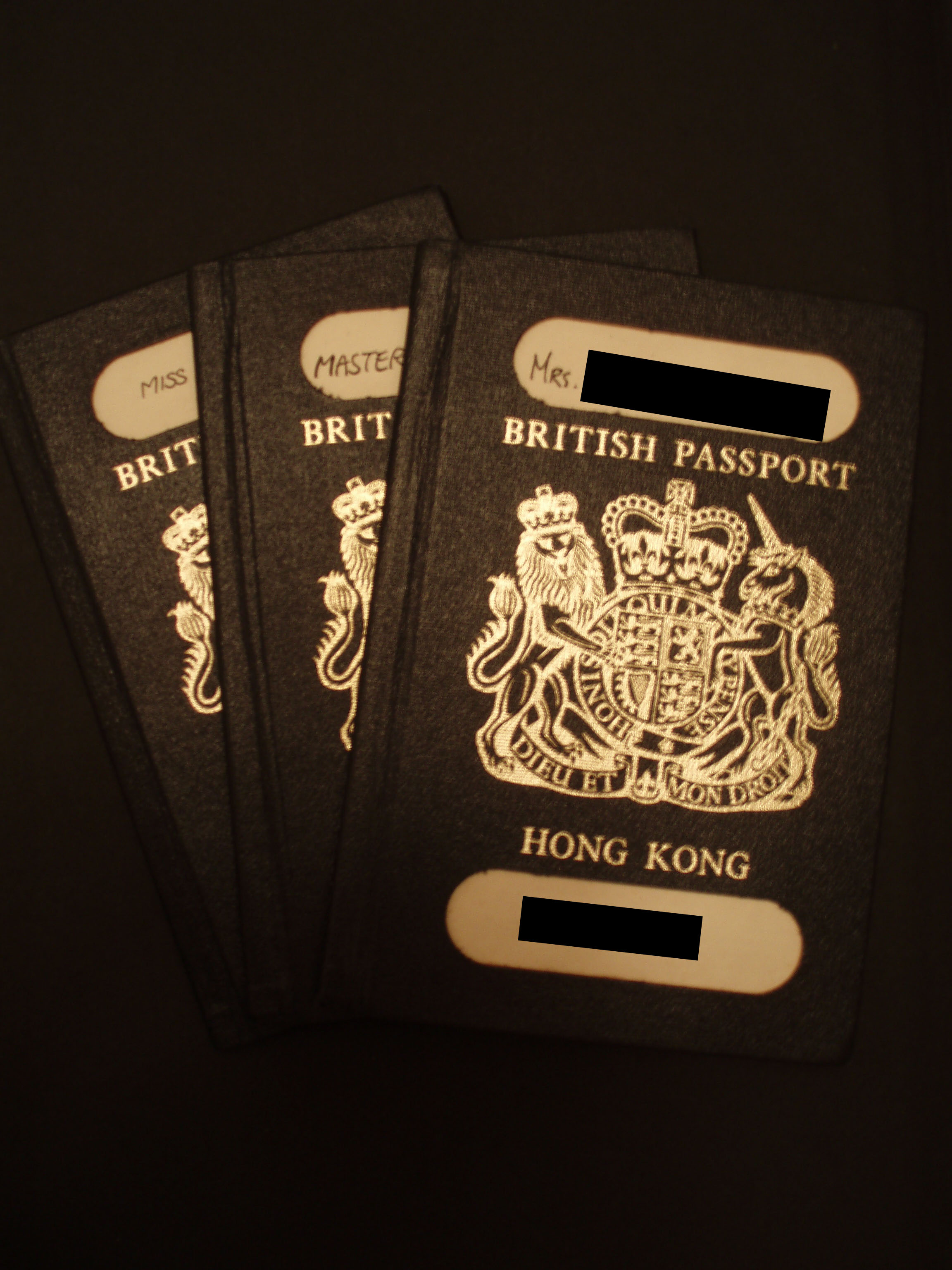
舊款英國屬土公民護照封面

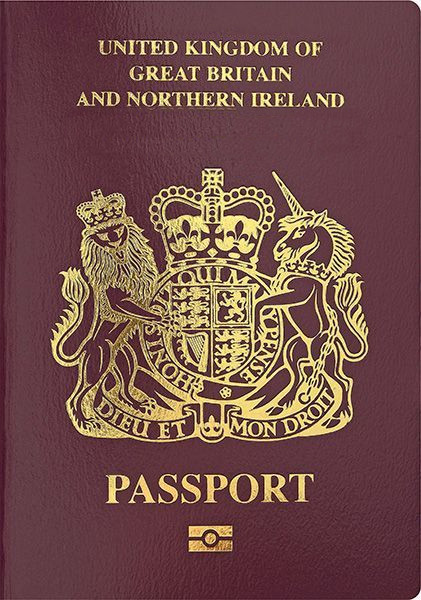
舊款英國國民（海外）电子版護照封面

最初英國國民（海外）護照為海軍藍色封面。1990年6月1日護照機讀化後，封面改為歐洲聯盟標準的勃艮第酒紅色，並縮小面積。2006年，英國國民（海外）護照改為生物特徵護照，內置晶片儲存生物特徵資料。因應英國脫歐，2020年起改為深藍色，並在其中央放上英國國徽。
2019年及以前封面的國徽上方有「（大不列顛與北愛爾蘭聯合王國）」字樣，下方則有「（護照）」字樣。晶片護照的符號  則出現在字樣的下方。
2020年3月起發行的英國國民（海外）護照的封面跟英國護照相同，國徽上方的文字變成「（英國護照）」，而「（大不列顛與北愛爾蘭聯合王國）」字樣則移至國徽下方，最下方則為晶片護照符號 。

### 請求頁
由英國護照署發行的英國國民（海外）護照，在封面內頁印有只以英語撰寫的文字：
其翻譯為：

英國國王陛下之內閣大臣以國王陛下之名，請求各國有關機關給予護照持有人允予自由通行而不受阻礙，並在必要時給予持有人援助與保護。

### 個人資料頁
英國國民（海外）護照，在個人資料頁載明了以下資訊：
- 數位印刷的持有人照片
- 類型
- 發行國家代碼（GBR）
- 護照號碼
- 姓
- 名
- 國籍 (British National (Overseas)）
- 出生日期
- 性別
- 出生地
- 發行日期
- 發行單位
- 有效日期
- 數位印刷的持有人簽名
- 機器可讀區域：開頭表示由英國簽發，中段註有表示屬BNO類別。

這些項目的標題以英語和法語標示（如Date of birth/Date de naissance）

## 註記
英國國民（海外）護照的官方註記頁上，會根據持有人個人情況有以下的加註:

持有人受《1971年入境法令》規限。

持有人擁有再返回英國的權利。

根據英國入境規則，本護照持有人訪問英國無需入國許可或簽證。

標註1為該英國國民（海外）未有BN(O)簽證或英國永久居留權，否則不會加載在新護照上; 標註2為擁有永久居留權。
標註該英國國民（海外）為香港永久性居民，該簽註第一作用是向入國審查人員指出持照人為香港居留權身分持有人，一旦持照人被遞解出國，必定有返回香港的依據，不致成為无国籍人士；第二作用是指出持照人為香港居留權身分持有人，沒有因為無永久居留地而滯留外國的動機。
自2021年1月31日，持有人換領新護照必須出示其有效香港永久性居民身分證或特區護照證明其香港居留權，否則以下標註不會加載新護照上：

本護照持有人擁有香港永久性居民身份證XXXXXXXX號，列明持照人擁有香港居留權。

在2019年以前，為免歐盟出入境部門把兩個英籍的權利混淆，所有当时新發出的英國國民（海外）護照都將參照英國皇室屬地發出的英國公民護照新增加註，一般置於註記的首段或尾段。
此外，由2019年3月29日起，因英國推出新版本的英國公民護照封面取消了「歐洲聯盟」的英文標示，故新版的英國國民（海外）護照與普通的英國公民護照的封面完全一致。
加注内容如下：

持有人不獲享有歐洲聯盟賦予之工作或開設業務的權利。

直至2021年1月1日，英國正式脫歐後，由於英國公民前往歐盟亦等同第三國公民，因此加注內容不再出現於備註頁。

## 簽發對象
| 年份   | 簽發量    | 有效數量 |
| 1987年 | 16,275    |          |
| 1988年 | 30,836    |          |
| 1989年 | 49,519    |          |
| 1990年 | 78,265    |          |
| 1991年 | 98,755    |          |
| 1992年 | 150,123   |          |
| 1993年 | 412,744   |          |
| 1994年 | 1,023,244 |          |
| 1995年 | 598,188   |          |
| 1996年 | 788,491   |          |
| 1997年 | 12,090    |          |
| 1998年 | 3,881     |          |
| 1999年 | 6,250     |          |
| 2000年 | 5,624     |          |
| 2001年 | 139,159   |          |
| 2002年 | 116,345   |          |
| 2003年 | 81,690    |          |
| 2004年 | 79,107    |          |
| 2005年 | 46,801    |          |
| 2006年 | 37,392    |          |
| 2007年 | 17,347    |          |
| 2008年 | 8,905     |          |
| 2009年 | 8,737     |          |
| 2010年 | 8,039     |          |
| 2011年 | 7,654     |          |
| 2012年 | 10,933    |          |
| 2013年 | 15,338    |          |
| 2014年 | 22,022    |          |
| 2015年 | 26,027    |          |
| 2016年 | 37,501    | 152,351  |
| 2017年 | 19,741    | 158,107  |
| 2018年 | 19,596    | 169,653  |
| 2019年 | 154,218   | 314,779  |
| 2020年 | 315,113   | 622,981  |
| 2021年 | 63,844    | 679,787  |
| 2022年 | 42,209    | 708,838  |
| 2023年 | 26,708    | 719,973  |
| 2024年 | 22,167    | 718,725  |

所有持有英國國民（海外）國籍的人士都有權申請並獲簽發英國國民（海外）護照。
1997年9月30日前登記英國國民（海外）的人士，其本人英國國民（海外）國籍終身有效，可終身續領英國國民（海外）護照。在2020年，英國政府估算英国国民（海外）国籍的持有人大约有290万人。

## 申請
申請會由英國外交部在威靈頓的區域護照處理中心、英國駐愛爾蘭大使館及英國護照署處理申請。
英國政府為了降低成本、減低安全風險以及整合服務，英國外交及聯邦事務部決定由2011年4月1日起，英國身分及護照服務處（現名為護照署）全權負責所有英國本土及海外護照印製的工作及責任，因此所有英國護照均在英國本土的護照中心印製，英國駐香港總領事館接受英國護照申請櫃檯服務直到2013年2月28日。2013年7月1日起，由於所有英國國民（海外）人士皆年滿16歲，因此當日起不再簽發5年期版本，一律簽發10年期的英國國民（海外）護照。

### 申請所需文件及照片
2013年3月1日起只接受郵遞續領。申請人須要先在網上續領系統填表，並以Visa或萬事達卡支付費用，然後郵遞下列文件到英國護照署。
申請人須在網上填報資料：
- 英國國民（海外）護照號碼及簽發地點；
- 全名、出生日期和聯絡方式；
- 直系親屬資料。

申請人須上載個人證件照片檔案：
- 照片須全彩拍攝，背景須為白色及沒有其他物件，拍攝時申請人只需合上嘴巴，不能有笑容，系統會自動檢測上載的照片檔案是否獲接納。
- 一歲以下的嬰兒不要求張開眼睛，嬰兒可被抱著拍攝，但抱著嬰兒的人，手部不可有手錶或飾物等物件，及應避免入鏡。(2024年7月1日起，由於全體英國國民（海外）人士皆年滿27歲，故不適用。)

需要郵寄的文件：
所有申請人須郵寄下列文件及證件：
- 未剪角的英國國民（海外）護照正本；
- 三個月內的住址證明（必須可顯示自己的姓名、地址），例如水費單、電費單、稅單、保險單等；
- 不論失效與否，所有未剪角註銷，由他國簽發之護照正本或全本所有頁數彩色影印本（包括香港特別行政區護照）[30]；
- 香港永久性居民身份證雙面彩色影印本。

網上申領系統會根據申請人的狀況，或會要求郵寄更多文件：
- 申請人的出生證明書；
- 歸化英籍證明書，如申請人的英國屬土公民或英國國民（海外）國籍是通過歸化英籍取得；
- 父母的結婚證書；
- 父母的出生證明書等等。

護照署本身要求申請人提供附加文件的正本，但影印本亦會考慮接納，如郵寄影印本，證件的兩面都須要以全彩影印。

### 郵寄地址
在準備妥當BNO護照所需的申請文件之後，申請者可透過香港郵政服務或選擇一家國際快遞公司寄送文件到英國。地址會因分配到不同辦證中心而有所不同。

### 副簽
如因護照遺失、被盜或損壞而進行補領，需要更改護照的資料，長時間沒有續領已過期的護照，或者申請人的面貌有較明顯的改變，便須要在申請表及相片加上副署，以確認申請人身份。自從網上續領系統更新後，申請人在輸入個人資料、上載證件照片及完成繳費，續領系統便會向須要副簽的申請人，提供一份附有申請人照片及資料的副簽表格，供申請人下載及以彩色列印，再由與申請人認識的合資格的人士，以副簽人身份簽署表格，並與其他所需的資料文件，一併寄送到英國護照署。
副署人須認識申請人不少於2年，不包括申請人的親屬、伴侶及同居者。副簽人須是（或已退休的）指定專業人士，例如律師、教師、會計師、註冊護士、牙醫、藥劑師、公務員、社工、警務人員、消防員、郵差、民航機師、記者、有限公司負責人及經理、全職認可保險員等等，但不包括醫生，除非這位醫生是十分認識申請人的朋友，並且不能是醫生與病人的關係。英國護照署有可能會聯繫副簽人，以確認其身份及資格。
副簽人須持有有效的英國（包括英國海外領土公民及英國國民（海外））、愛爾蘭、歐盟、美國或英聯邦護照，以及不是在英國護照署或英國移民部門工作。副署人的護照如為英國或愛爾蘭簽發，副簽人只需於副署表格上填寫其姓名、護照號碼，及就其與申請人的關係提供簡述並在簽署欄簽名。副簽人如持有由其他合資格國家發出的護照，則須要提供其護照資料頁的彩色影印本。

### 費用
續領護照的費用包括申請費及新護照和發還文件的郵遞費用，兩者在申請時一併以信用卡支付，護照署接受Visa或萬事達卡在網上繳費：
| 成人版34頁護照   | 申請費   | 運費      | 總計       |
| 英國本土網上申請 | 88.5英鎊 |           | 88.5英鎊   |
| 英國境外網上申請 | 101英鎊  | 19.86英鎊 | 120.86英鎊 |

1929年9月2日或之前出生之英國國民（海外）豁免上述費用，以表彰英國國民於兩次世界大戰之貢獻。

### 派送新護照
申請人可在登入網上申領系統查閱處理進度，護照署在簽收郵遞文件後，一般需要三週時間處理，根据关联规定，護照的續領申請應當在90天內完成，否則申請人需要再次繳交申請費。由此，一般情况下申請人在付費後需要盡快郵寄申請文件和補交文件。然而處理時間會受到申請量或外在因素的影響而发生变化。如2020年英國受到新冠病毒疫情影響，加上因中華人民共和國全國人民代表大會常務委員會通過《港區國安法》而导致大量具有英國國民（海外）身份的民众續領護照，令到護照署的人手減少及英國護照需求量大增，英国護照署的等待處理申請堆積如山，處理時間大幅延長至兩三個月或以上。在此特殊情況下發生超時處理可能會酌情豁免申請人重新繳費。
續領護照的申請一經批核，新護照將會在數天內由護照署寄出，護照署將以電郵及短訊通知申請人接收新護照，而護照署的特約快遞公司亦會通知申請人安排簽收內有新護照的信件。申請人在取得新護照後，應檢查個人資料頁的個人資料是否正確，並在簽署頁使用黑色原子筆簽名。至於申請人提交給護照署的文件、證件及已剪角註銷的舊BNO護照，亦會在稍後通過郵寄發還給申請人。

## 旅行待遇
英國國民（海外）護照由英國簽發，為英國六個國籍之一種，在境內不被視為外國人，如有居留資格即具有投票權利。而在大多數國家或地區則被視為英國籍，獲得與英國公民同等待遇。但個別會視之為香港身份而非英籍，如台灣在《香港澳門關係條例》第四條列明：所稱香港居民，指具有香港永久居留資格，且未持有英國國民（海外）護照或香港護照以外之旅行證照者。另外，如護照持有人同時為中國公民，則在中華人民共和國实际控制地区不可請求英國領事保護。香港特區政府在2021年1月31日起不再承認英國國民（海外）護照在香港境內作為有效旅遊證件及身份證明，但護照持有人可繼續使用其香港身份證等證件在香港出入境。
2015年3月，英國外交大臣告知下議院，英國政府不打算為英國國民（海外）擴展其免簽待遇。
截至2020年7月，英國國民（海外）護照有185個國家及地區免簽證或落地簽證待遇。

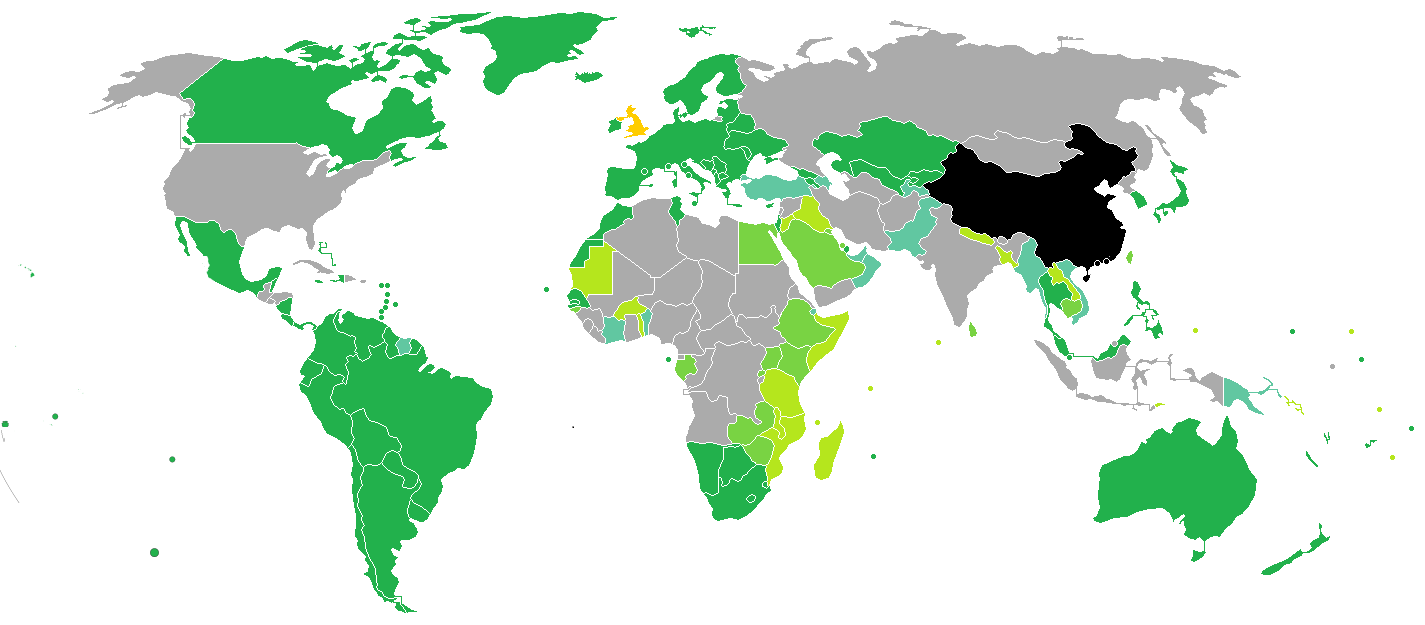
英國國民（海外）簽證待遇地圖

### 對香港居留權的影響
如果英國國民（海外）並非中國公民，此人停止以香港為通常居住地後，連續36個月或以上不在香港，將喪失香港居留權，但仍享有香港入境權。

## 英國國民（海外）簽證
英國政府在2020年7月22日宣布英國國民（海外）簽證（簡稱BN(O)簽證）措施，持有BNO身分的香港居民2021年1月起可以申請新的BNO簽證，在英國逗留5年、再定居一年後便可申請公民身分。逗留期間，申請人可以在當地工作及求學。2022年11月30日起進一步放寬BNO簽證申請，只要父母其中一方持有BNO護照，1997年主權移交後出生的港人亦可獨立申請BNO簽證，無需父母同行。

### 歷史

#### 香港提出修訂逃犯條例

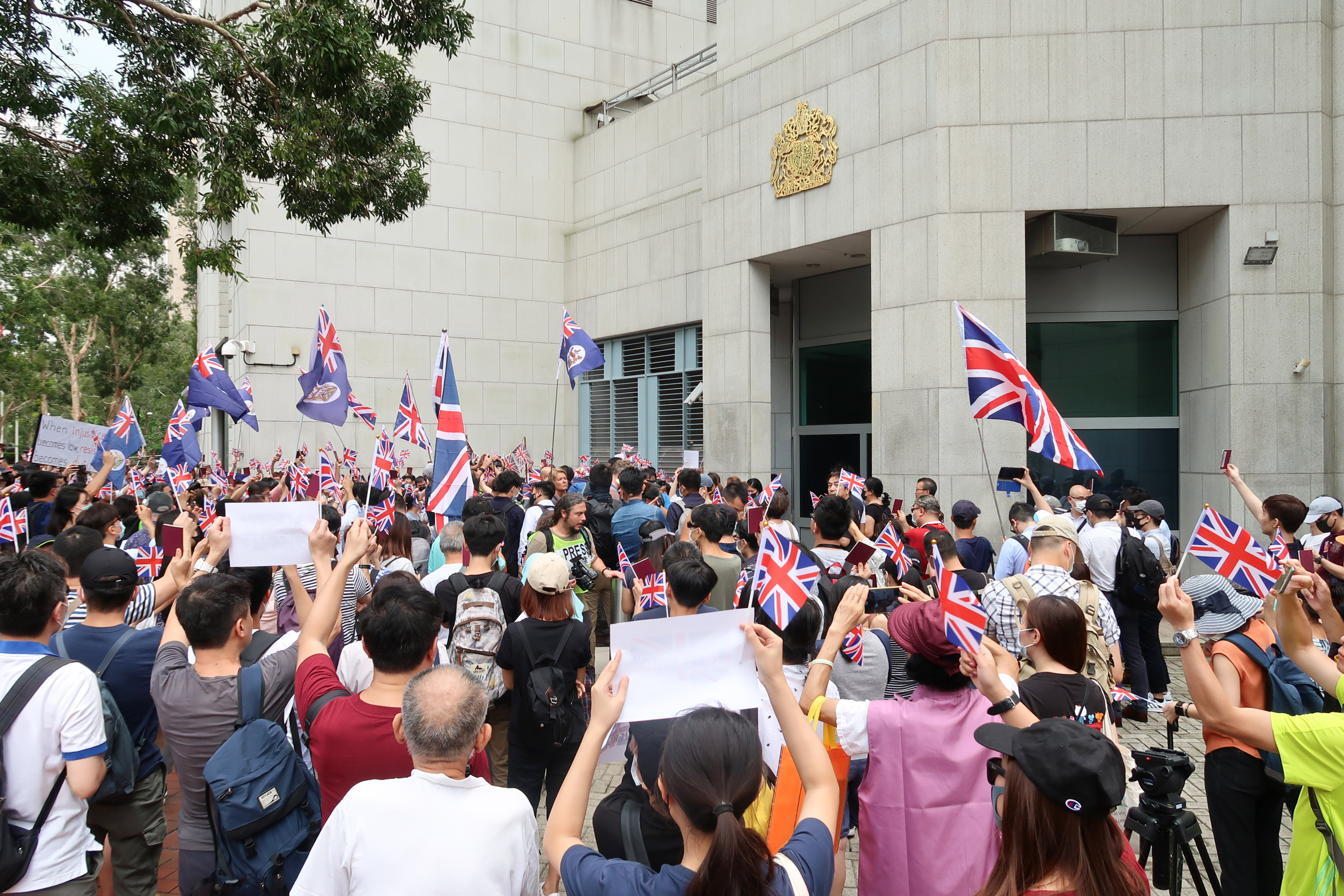
2019年9月1日在金鐘英國駐港總領事館外舉行的「BNO平權集會」有逾700名市民參加，要求英國給予BNO的港人享有居英權

2019年3月4日，英國議會首次舉行BNO平權會議，由香港監察贊助人兼英國上議院議員大衛·阿爾頓勳爵負責主持。他表示持有BNO人士屬英國國民身份，但英國多年來對此國籍身份手法含糊，如持BNO的人士不能享用快速電子通道，反之香港特區護照持有人卻有此優待。認為BNO絕非只有旅遊價值，政府有必要重新審視現行條例，以保障BNO人士權益。會議中亦有關注平權運動的團體發聲，其中有人指英治時期出生的港人可擁有英籍身份，同時指中方違反《中英聯合聲明》。
在2019年七一遊行期間，BNO&CC Equal Rights Rummage組織高舉英國國旗和BNO護照紙牌，邀請遊行人士簽名支持BNO平權。而英國倫敦亦有16人參加請願遊行，爭取居英權為目標，希望得到英國政府正視。但當地英國人認為政府處理脫歐問題處於「撕裂」狀態，相信不會優先處理BNO平權。
8月15日，英國下議院外交事務委員會主席董勤達撰文，認為英國政府應該給予持有BNO的港人完整的英國國籍，糾正1997年前未有給予的錯誤。8月31日，英國保守黨國會議員希利（Bob Seely）來港接受香港媒體訪問時，認為可容許持BNO的港人在英國工作和縮短取得公民身份的年期，讓港人在當地工作2-3年後可取得。
9月1日，網民發起在金鐘英國駐港總領事館外舉行「BNO平權集會」，大會公布有約600至700人參與。

#### 港區國安法通過後
2020年5月5日，據美國之音報道，英國外相藍韜文在記者會回應中華人民共和國政府推動《全國人民代表大會關於建立健全香港特別行政區維護國家安全的法律制度和執行機制的決定》及中華人民共和國當局正在秘密草擬《港區國安法》的消息時，藍韜文表明若中國不中止設立《港區國安法》，英國將修改BNO持有人的入境條件，由免簽證入境境英國6個月延長至12個月，可在英國工作及學習，並可延長逗留期，為取得英國公民身份鋪路。英國前外相侯俊偉表示，英國是唯一與中國就香港簽署具有國際約束力協議的國家，中國在1984年簽署的《中英聯合聲明》承諾給予香港高度自治，因此英國對香港有特別的責任，必須聯繫國際社會要求中國政府信守對香港的承諾。
2020年6月3日，英國首相鮑里斯·約翰遜分別在英國《泰晤士報》與香港《南華早報》刊登署名文章，批評中華人民共和國政府通過《港區國安法》屬於「顯著侵蝕」香港自治權，屆時英國將「別無選擇」，必須「捍衛深厚的歷史淵源與友誼」。約翰遜在文章明確提到，如果中國堅持頒布《港區國家安全法》，英國政府將延長BNO持有人在英國的逗留期及賦予工作權（right to work），提供定居英國的途徑。
2020年6月12日，英國內政大臣彭黛玲致函英國首相約翰遜，建議將BNO護照入境英國的期限延至5年及開放工作權，並可於居住5年後申請定居，再於1年後申請成為英國公民。

#### 英國提供居留途徑
2020年7月1日，在人大常委會草擬的《港區國安法》正式生效後，英國首相約翰遜在英國下議院譴責中華人民共和國政府制定並實施《港區國安法》明顯嚴重違反《中英聯合聲明》，約翰遜表示「這損害了香港的高度自治，與《香港基本法》有直接衝突。 該法威脅了《中英聯合聲明》保障的自由和權利。」英國外相藍韜文表示，英國政府在《港版國安法》的內容公開後經過「仔細研究」，認定條文「侵犯香港自治」，對香港人的自由構成「直接威脅」，這表明中國「沒有信守對香港人的承諾」，但是英國將「信守我們的承諾」，因此英國將著手修改入境法規，擁有英國國民（海外）身分的香港人及其家屬，將可無限制在英國居住，期間可讀書或工作，在特殊情況下可申請領取公共資金和福利。留英5年後可以申請定居，並需通過英語水平和「英國生活」（Life in the UK）考試、繳付一定費用，再居住12個月後申請成為英國公民。內政大臣彭黛玲於7月22日公佈居留簽證於2021年1月起接受申請。同年10月22日，英國當局公佈以上措施的細節。
2021年1月29日，英國政府公布申請人可於1月31日起下午5時起於網上申請新簽證，並到北角簽證申請中心提供指紋及照片以便辦理手續，申請人須在簽證獲批後90日前往英國。而2月23日起亦可透過「英國移民：身分檢查（UK Immigration: ID Check）」手機應用程式，掃描其生物特徵護照辦理手續，讓申請人毋須親臨簽證申請中心，也沒有獲批後在90日內需要入境英國的要求。
2021年2月18日，英國《泰晤士報》報道，簽證開放申請首兩周有近5,000人申請，當中近一半是身在英國的香港人，在上周已經有過百人獲批簽證，部分人更可以在申請一日後成功獲批。
2021年3月5日，內政部修改入境限制，英國國民（海外）簽證特有人在緊急情況下可以申請公共資助。
2021年4月16日，英國《泰晤士報》引述從政府外泄的數據報道，申請宗數增速較政府估計快。計劃展開至今10個星期，已有逾35,000人申請，平均每周逾3000宗，多過政府估計5年總數的十分一。
2022年11月30日起，英國國民（海外）身分持有人於1997年7月1日或以後出生的第一代成年後可獨立申請BN(O)簽證，並可帶同其配偶及未成年子女移民英國。
截至2023年5月，英國政府累積錄得17.25萬宗英國國民（海外）簽證移英申請，當中逾16.6萬宗已獲批。
2023年8月14日，英國內政部宣布即日起為英國國民（海外）簽證申請人提供「優先簽證」(Priority Visa Pv)服務，只要支付額外的費用，就能在5個工作天内就收到英國國民（海外）簽證的批核結果，比打算移民的港人能更快捷方便安排移民事宜。
2023年12月，英國內政部宣布為英國國民（海外）簽證特有人申請定居時提供「優先簽證」(Priority Visa Pv)服務，只要支付額外的費用，就能在5個工作天内就收到永久居留簽證的批核結果，比打算在批核簽證期間需要暫時離開英國的港人提供更快捷方便及彈性的安排。

#### 中國稱聯合聲明無效惟提反對
中華人民共和国政府自2017年起多次宣稱《中英聯合聲明》於1997年7月1日起失效，中華人民共和国外交部強調《中英聯合聲明》已經「過時無效」，是沒有任何現實意義的「歷史文件」。英國政府在2020年7月1日宣布擴展BNO護照的權利後，中華人民共和国外交部稱英方在作為《中英聯合聲明》附件的備忘錄中曾提出不予英屬香港居民有居英權，據此指責英國違反《中英聯合聲明》的承諾，不過中華人民共和国政府此舉被批評以自稱過時無效的「歷史文件」卻要求英國方面繼續遵守，與中華人民共和国外交部多次聲稱《中英聯合聲明》已經是「過時無效的歷史文件」自相矛盾，而且中華人民共和国政府虽然在中方备忘录中明确了“收到英国备忘录”并对BNO护照做出了谅解并承认其为有效国际旅行证件，但中方從未正式簽署作為《中英聯合聲明》附件的英方備忘錄。
英國政府认为，全國人民代表大會常务委员会草擬、通過及實施《港版國安法》已經明顯嚴重違背中国政府在《中英聯合聲明》維持香港權利和自由的表述、保障香港獨立司法及法制、實施高度自治的承諾，英國外相藍韜文在7月1日譴責中国「嚴重違信」，並重申英國將兌現「歷史承諾」。

#### BNO擴權後中國反制手段
2020年7月23日，中華人民共和国外交部发言人汪文斌表示，英方違反承諾，中方将考虑不承认英国国民（海外）护照作为有效旅行证件。香港特區政府於同日發表聲明強調《中英聯合聲明》附件中的英方備忘錄，當時英國政府稱無意為香港人提供居英權，又指責英國偽善。
2020年7月31日，中國駐英大使劉曉明在倫敦使館召開新聞發佈會，並同步在社交媒體對公眾直播，劉曉明表態，作為對英國行為的反應，中國將不會承認香港人的BNO護照（英國國民海外護照），未來不會將BNO護照視為合法的旅行證件。這表示約35萬持BNO資格的香港人和約300萬有資格申請BNO的香港人的BNO身份未來將無法得到中華人民共和國政府的承認。英國首相約翰遜的發言人反駁稱：「英國國民（海外）護照由英國政府簽發，是正當的國際旅行證件，這是事實。」2020年10月23日，中華人民共和國外交部發言人趙立堅重申中方将考虑不承认英国国民海外护照（BNO）作为有效旅行证件。
2021年1月10日，行政會議成員、新民黨主席葉劉淑儀在《南華早報》撰文，指中國是時候結束對香港人的特別待遇，嚴格執行《中華人民共和國國籍法》禁止雙重國籍，以回應中央正考慮採取反制措施回應540萬合資格香港居民透過英國國民（海外）護照簽證移民英國。她表示為個人意見，沒就計劃與中央溝通。
2021年1月12日，行政長官林鄭月娥在行政會議見記者，她表示雖然行政會議未有談及如何處理BNO護照的議題，不過她重申BNO早在1997年回歸前，中英雙方已有共識處理。她直言：「如果現在有人單方面偏離共識，對於另一方要採取一些行動亦是理所當然。」香港01指中方反制措施包括不再將其視為旅行證件。全國港澳研究會理事田飛龍更認為中方可追加更多反制措施，包括取消「永久性居民」身份和選舉權。而最嚴峻的情況更可取消擁有「中國公民」及「香港居民」身份，無法享有所有權利，但有關反制措施得到香港網民支持，認為可以無須浪費時間及承受被任意拘捕的風險，親自回港申請退出「中國公民」身份，並有望打破不能依賴英國國民（海外）護照簽證，提早領取強積金的困局。
2021年1月29日，中華人民共和國外交部發言人趙立堅宣稱新BNO方案侵犯中國主權，宣佈同年1月31日起，中華人民共和國不再承認BNO為有效旅遊證件及身份證明文件。隨後香港特區政府跟隨中華人民共和國政府決定，1月31日起不再承認BNO作為有效旅行證件和身分證明，包括香港出入境及任何形式的身份證明，受影響人士必須使用其香港身分證或香港特區護照正常出入境。聲明形容英國的舉措明顯是政治炒作，藉著為香港人在英國居留和入籍提供新路徑，賺取自身經濟利益，更認為英方不應藉BNO舉措作「政治遮醜布」護航。英國外交部對於中國的決定表示失望，但不感到驚訝，表示會歡迎所有希望在英國定居的BNO持有人士。英國內政大臣彭黛玲在推特發文表示「星期天，英國將再次為那些自由之燈被熄滅的人提供安全庇護」，並向英國國民（海外）人士表示「我期待着歡迎他們來到我們偉大的國家」。
2021年1月31日上午，香港國際機場離境大堂的自動保安閘口暫停使用，而持有BNO護照的出境人士須出示香港身份證始獲放行。同日，国务院港澳事务办公室发表声明，就持BNO护照者赴英居留和入籍政策表示强烈反对，形容英方的做法是想把大批港人变成其“二等公民”，是对中国主权的公然冒犯。英方的做法严重违反了《中英联合声明》，是一种赤裸裸的毁约行径。中央人民政府驻香港特别行政区联络办公室发言人表示，对英国政府公然违背国际承诺，为持有BNO港人提供赴英居留和入籍路径，表示强烈谴责和坚决反对，形容英方背信毁诺，中国政府采取反制措施，完全是对等反应和正当回击。
2021年2月2日，林鄭月娥再就此事回應，指摘英國政府違背承諾，是「政治包裝，滿口歪理」，為持有BNO的港人提供在英居留權和入籍的路徑。對於有人認為英國作為大經濟體，不會在乎從香港得到的好處，林鄭指香港一直是英國重要的外來投資來源地，英國的地產發展商也明顯視港人為主要銷售對象。
2021年2月4日，香港銀行公會發出新指引，表示不接受銀行客戶以BNO作為開立戶口的有效旅行證件及身份證明文件。香港金融管理局副總裁阮國恒認為，使用BNO護照開戶的市民相信佔少數。
2021年3月10日，《蘋果日報》報道宏利接納英國國民（海外）護照簽證作「永久離港」證明文件，可提早領取強積金。積金局在同日發表聲明，指由於政府今年1月起不承認BNO護照，強積金計劃成員不能依賴BNO作為申請提早提取強積金的證據。
2021年3月25日，路透社報道香港特區政府向12個國家的駐港領事館發信，要求他們不承認英國國民（海外）護照（BNO）作為申請工作假期簽證的旅遊證件。一名西方高級外交官指大部分國家不會處理有關要求，指出香港無權要求任何國家不承認哪國簽發的護照。另一位外交官更批評香港特區政府的做法近乎挑釁，也不是自稱為國際金融中心的香港應有的作法。

#### 第三方面的反應
在2021年2月，美國、加拿大、澳大利亞和德國先後表明會繼續承認BNO作旅遊證件。
2021年2月2日，中華民國大陸委員會表示仍接受港人以BNO護照申請入境台灣。

## 對參選香港行政長官的影響
根據香港特別行政區籌備委員會在1996年制定的《中華人民共和國香港特別行政區第一任行政長官人選的產生辦法》，香港第一任行政長官的參選人必須放棄外國護照，包括英國國民（海外）護照。
其後在2001年《行政長官選舉條例草案》立法時，草案訂明持有外國簽發護照者，即喪失獲提名為行政長官選舉候選人的資格。有立法會議員批評此準則是歧視英國國民（海外）護照持有人，並把他們當作次等公民。但政府當局解釋，英國國民（海外）護照持有人可在第三國家享有英國領事服務和保護。他們必須效忠英國君主，並受到英國叛國罪法律所規限。而行政長官必須宣誓效忠香港特區，行政長官如效忠另一海外國家，或須履行對該國家的責任，將與他作為香港特區代表的身份不符。最終此項規定成為《行政長官選舉條例》第14(e)條，在2002年第二屆行政長官選舉起，行政長官候選人都不得持有英國國民（海外）護照。

## 参閲
- 英國國民（海外）
- 英國國籍法與香港、居英權計劃
- 《中英联合声明英方备忘录》：創建英國國民（海外）及此護照的基礎
- 《中华人民共和国国籍法》
- 香港居民、香港居留權、香港入境權、香港身份證
- 中華人民共和國香港特別行政區護照
- 英國護照
- 港人避風港計劃
- 國際社會對香港人居留援助措施

## 外部連結
- 續領 BNO passport 英國政府網站（页面存档备份，存于）